# دستنی کیبل
دستنی کیبل (انگلیسی: Destiny Cable) شرکت تجهیزات مخابرات فیلیپینی است، که در سال ۱۹۹۵ تأسیس شد. 